# Tu (album)
Tu – czwarty album polsko-łemkowskiej grupy muzycznej LemON, wydany 24 marca 2017 przez Jake Vision / Warner Music Poland (nr kat. 01902 9 58345 6 2). Nominowany do Fryderyka 2018 w kategorii Album Roku - Alternatywa.

## Lista utworów
Opracowano na podstawie materiału źródłowego.
| Nr  | Tytuł utworu   | Długość |
| --- | -------------- | ------- |
| 1.  | „Tu”           | 7:02    |
| 2.  | „Myśl”         | 4:52    |
| 3.  | „Sowa”         | 5:19    |
| 4.  | „Kalka”        | 4:04    |
| 5.  | „Tak nie nie”  | 4:11    |
| 6.  | „Papier”       | 5:00    |
| 7.  | „Akapit”       | 4:48    |
| 8.  | „Ostatni walc” | 8:11    |
| 9.  | „Pollock”      | 4:05    |
| 10. | „Full Moon”    | 4:38    |
| 11. | „Po”           | 4:40    |
|     |                | 56:50   |

## Nagrody i wyróżnienia
- Fryderyki 2018 - nominacja - Album Roku Alternatywa
- zestawienie najlepiej sprzedających się płyt roku OLiS 2017 – TOP 100 - miejsce 71.[4]
- złota płyta w październiku 2023[5]